# إد بيك
إد بيك (بالإنجليزية: Ed Peck)‏ هو ممثل أمريكي، ولد في 26 مارس 1917 بنيويورك في الولايات المتحدة، وتوفي في 12 سبتمبر 1992 بلوس أنجلوس في الولايات المتحدة بسبب نوبة قلبية.

## أعمال

### أفلام
- (1971) ويلي ونكا ومصنع الشيكولاتة
- (1978) السماء بإمكانها الانتظار[4]

### مسلسلات
- أيام سعيدة
- الرجل الأخضر الخارق

## وصلات خارجية
- إد بيك على موقع IMDb (الإنجليزية)
- إد بيك على موقع ألو سيني (الفرنسية)
- إد بيك على موقع أول موفي (الإنجليزية)
- إد بيك على موقع قاعدة بيانات برودواي على الإنترنت (الإنجليزية)
- إد بيك على موقع قاعدة بيانات الأفلام السويدية (السويدية)
- إد بيك على موقع ديسكوغز (الإنجليزية)
- إد بيك على موقع قاعدة بيانات الفيلم (الإنجليزية)
- إد بيك على موقع كينوبويسك (الروسية)